# Notela ramosa
Notela ramosa är en fjärilsart som beskrevs av Max Wilhelm Karl Draudt 1932. Notela ramosa ingår i släktet Notela och familjen tandspinnare. Inga underarter finns listade i Catalogue of Life.